# Van Hoensbroeck

Familiewapen Van Hoensbroeck

Hoen van den Broeck, later (van) Hoensbroeck, is een Nederlandse adellijke familie in Limburg uit het geslacht Hoensbroeck, stichters en tot in de vorige eeuw bezitters van het Kasteel Hoensbroek. Zij voert de titel graaf en gravin. Deze familie leeft sinds eind 18e eeuw, medio 19e eeuw in Duitsland. De leden van deze familie voerden tot 1919 de titels Graf und Gräfin von und zu Hoensbroech. Sinds de afschaffing van adellijke titels in Duitsland maken de vroegere titels officieel onderdeel uit van de achternaam. Voorheen werd door het hoofd van de familie (ook in Nederland) de titel van markies gevoerd, maar deze is in Nederland vervallen. Het slot Haag van de familie bevindt zich in Geldern (in de Nederrijn, Duitsland, niet ver van Venlo).

## Wapen
Het grafelijk stamwapen van de familie toont een zilveren veld, door vier horizontale rode balken in acht banen verdeeld, met daar overheen een zwarte leeuw met klauwen en kroon van goud en een zwarte tong. In het gemeentelijk wapen van de voormalige gemeente Hoensbroek is de tong van de leeuw ook van goud.

## Oorsprong
Hoensbroek heette aanvankelijk Broeck of Broich, hetgeen "moeras" betekent. In de volksmond werd deze plek, ongeveer 5 km ten noordwesten van Heerlen, aangeduid als Gebrook, of Ingenbrouck. Bij deze lage plek vloeien drie beken samen, waaronder de Geleenbeek. Vermoedelijk ongeveer van 1360 - 1368 bouwde de familie Hoen hier in de beemden een rechthoekige burcht, met de ronde toren of donjon, die nu het oudste deel van het kasteel vormt. In 1388 werd het leengoed afgescheiden van Valkenburg en Heerlen en verheven tot een vrije heerlijkheid met hoge, middele en lage jurisdictie. De bezitter werd ridder Herman Hoen, wiens familie van dan af Hoen van den Broeck, later (Van) Hoensbroeck zou heten en een van de machtigste adellijke families werd in het huidige Nederlands Limburg en de aangrenzende gebieden.
De eerste heer van Hoensbroek was Herman II van Hoensbroeck, wiens vader Nicolaas I in 1370 schout van Maastricht werd, maar in 1371 sneuvelde in de slag bij Baesweiler. Ridder Herman Hoen werd vanwege zijn hulp in de strijd tegen Gulik en Gelre in 1388 door hertogin Johanna van Brabant beloond met de heerlijkheid Hoensbroek. Hij had aan wijlen hertog Wenceslaus en diens echtgenote vele diensten bewezen. Herman II Hoen bouwde de oorspronkelijke 13e-eeuwse stercke huyssinge uit tot de grondvorm van de waterburcht die nu Kasteel Hoensbroek heet, en was er de eerste heer van. Hij volgde zijn vader op als schout van Maastricht en was lid van de Raad van de Landen van Overmaas. Hij huwde met Caecilia van de Waag (de Libra), dochter van de Maastrichtse burger Daniël van de Waag (de Libra) en Sibilla N.N. Herman Hoen overleed in 1404.
Kerkelijk behoorde Hoensbroek tot 1390 bij de parochie St. Pancratius te Heerlen, maar het had wel een eigen kapel. Door Joannes van Beieren, prins-bisschop van Luik, werd de pas gevormde heerlijkheid Hoensbroek in 1390 verheven tot een eigen parochie.

## Van heer tot markies

Gemeentewapen van Ham en voormalig gemeentewapen van Hoensbroek, beide ontleend aan het familiewapen

Hoensbroek werd in 1388 afgescheiden van het gebied der schepenbank Heerlen en geschonken aan Herman Hoen. De heerlijkheid kreeg toen een eigen schepenbank (gerecht) met hoge-, middelbare en lage jurisdictie en Herman Hoen werd de eerste gebiedende heer van het dorp Ingenbroek. Deze nieuwe heerlijkheid werd een Brabants leen, dat voor het leenhof van Brabant te Brussel moest worden verheven. De naam Hoensbroek werd pas later aan de heerlijkheid gegeven, toen de Hoens reeds geruime tijd heer waren. De hoofdtak van de familie sterft rond 1600 uit.
De eerste zijtak van de familie ontstond te Oostham, thans gemeente Ham in de Belgische provincie Limburg. Dit was de zetel van de heerlijkheid het Land van Ham. De familie leverde daar vanaf 1557 de Heer van dit gebied, maar in 1663 stierf deze tak uit. Het kasteel, voor het eerst vermeld in 1372, werd gesloopt in 1834.
Ook de eerste heren van Geulle behoorden tot het geslacht van Hoensbroeck. Wolter, tweede zoon van Goddart (Gotthard) van Hoensbroeck (heer van Hoensbroeck van 1576 tot 1584) en Geertruid van Scheiffart de Merode, was de stichter van de tak van Hoensbroeck-Geul. Deze tak stierf in de 18e eeuw uit met graaf Herman Otto van Hoensbroeck-Geul (†1762).
Ulrich van Hoensbroeck en Haag werd de stichter van de derde familietak. Hij huwde in 1588 met Adriana van Boedberg, waardoor hij het Slot Haag bij Geldern verwierf, dat later de hoofdzetel van de familie zou worden. Hij verwierf ook het erfelijk ambt van maarschalk van het hertogdom Gelre. Zijn zoon Adriaan werd in 1635 verheven tot rijksbaron. Zijn neef Conrad Ulrich te Geulle werd in 1660 de eerste graaf van de daarmee tot graafschap verheven heerlijkheid Geulle. Arnold Adriaan van Hoensbroeck werd in 1675 door de Spaanse koning tot markgraaf verheven om zijn vele verdiensten ook als diplomaat. De heerlijkheid Hoensbroek werd daarmee echter geen markiezaat. Deze eerste markies Van Hoensbroeck was erfmaarschalk van het hertogdom Gelre en resideerde meestal op Kasteel Haag bij Geldern. Het zogenaamde Overkwartier van Gelder vormde de kern van het hertogdom en behoorde tot de Zuidelijke Nederlanden. De koning van Spanje was de wettige soeverein.
In 1795 had Hoensbroek 1127 inwoners.

## Prins-bisschop van Luik

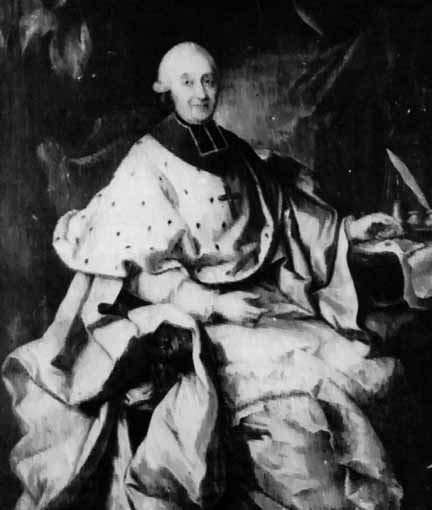
Cesar van Hoensbroeck (1724-'92)

Cesar Constantijn Frans van Hoensbroeck (1724-1792) werd geboren op kasteel Oost te Breust bij Eijsden als zoon van Ulrich Anton graaf van Hoensbroeck en Anna gravin van Nesselrode van Elneshoven. Hij was een nazaat van Goddart Hoen, heer van Hoensbroeck, van wie de tak Hoensbroeck-Geul stamde, waaruit weer de takken Hoensbroeck-Oost (bij Eijsden) en Hoensbroeck-Overbach (Rheinland) voortkwamen. Hij studeerde te Heidelberg, was kanunnik te Aken, kanselier van prins Karel Nicolaas Alexander d'Oultremont en ten slotte prins-bisschop van Luik van 1784 tot 1792. Tijdens zijn bewind waaide de revolutionaire geest uit Frankrijk over naar Luik (1789). Hoensbroeck werd door het volk uit zijn paleis te Seraing gevoerd naar het stadhuis van Luik. Hij ontvluchtte naar Duitsland maar kon op 13 februari 1791 terugkeren om in zijn waardigheid te worden hersteld.

## Van Hoensbroeck te Swalmen

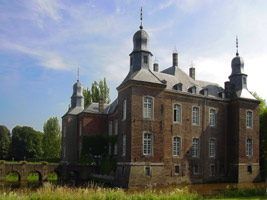
kasteel Hillenraad te Swalmen

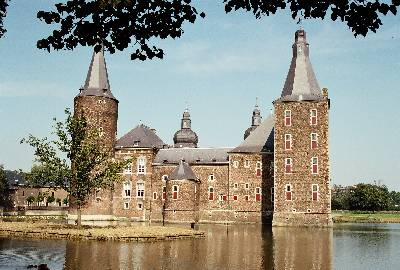
Achtergevel van kasteel Hoensbroek

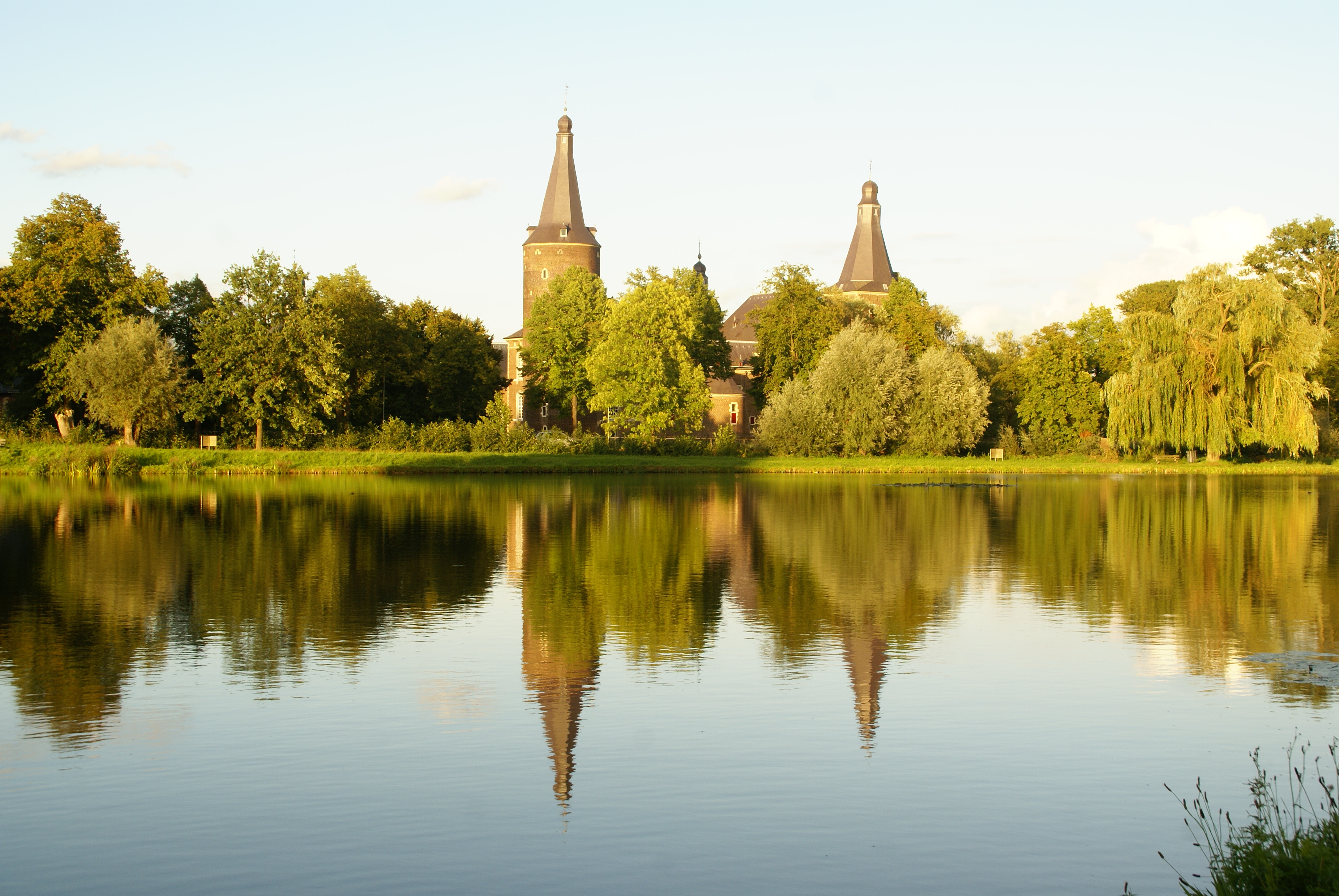
Kasteel Hoensbroek vanaf de Droomvijver

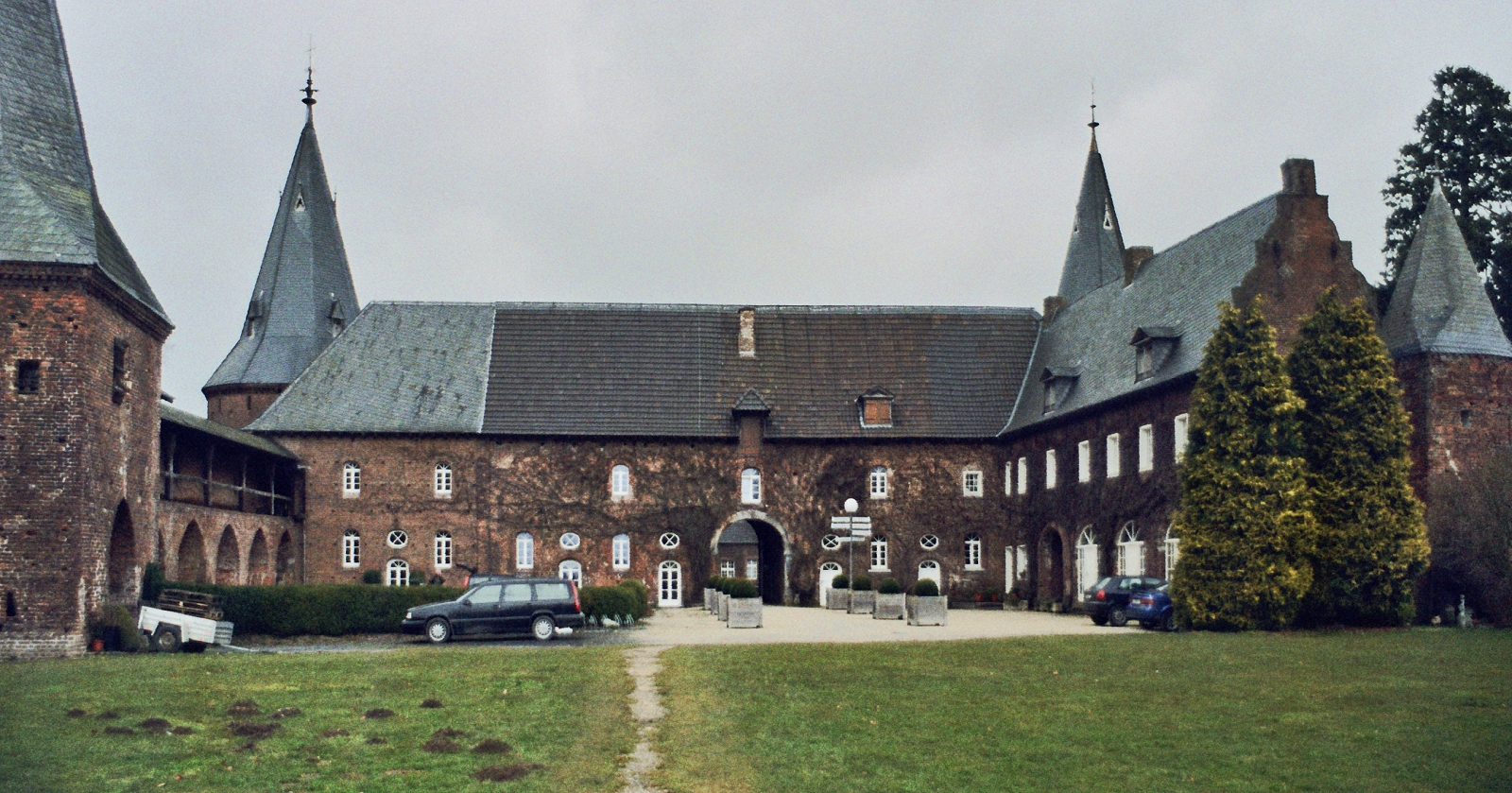
Voorburcht van het kasteel Haag

- Frans Arnold van Hoensbroeck, in 1720 getrouwd met Anna Catharina Sophia van Schönborn, die hem 24 kinderen baarde. Alliantiewapen boven de ingang van de oranjerie in de grote kasteeltuin van Kasteel Hillenraad te Swalmen.
- Onder hun zoon Lotharius Frans van Hoensbroeck werd Hillenraad opnieuw verbouwd.
- Philippus Damianus Rijksgraaf van en tot Hoensbroeck (1775-1793, ten tijde van Jozef II, zoon van Maria Theresia), dertiende en voorlaatste bisschop van het eerste bisdom Roermond (1559-1801). Geboren te Roermond. Resideerde op Kasteel Hillenraad. Bisschop Philips Damiaan was een spraakmakend persoon, levensgenieter en muziekminnaar. Als muziekminnaar wilde hij graag muziek om zich heen en richtte daartoe een huisorkest op. Zeer waarschijnlijk is uit dit huisorkest de koninklijke harmonie van Roermond ontstaan.

## Nederlandse adel
Clemens W.Ph.J.J.B. H.R.Rijksgraaf van en tot Hoensbroeck (1776-1844) werd bij Koninklijk Besluit in 1816 benoemd in de Ridderschap van Limburg, met homologatie van de titel van markies. Deze benoeming werd bij KB van 1820 weer ingetrokken omdat hij lid was van de Staten van Pruisen. Diens zoon, Frans Egon (1805-1874) werd bij KB in 1842 benoemd in de Ridderschap van het hertogdom Limburg, met homologatie van de titel van graaf. Diens nakomelingen behoren dientengevolge tot de Nederlandse adel. Aangezien de familie eigenlijk sindsdien niet meer haar primaire woonplaats in Nederland had, is het nageslacht niet meer opgenomen in het Nederland's Adelsboek; wel was de familie tot 1927 eigenaar van kasteel Hoensbroek. Omdat het tevens is erkend te behoren tot de Pruisische adel én het nageslacht voornamelijk gevestigd is in Duitsland, wordt het wel opgenomen in het Genealogisches Handbuch des Adels.

## Kasteel Hoensbroek
Bijna zes eeuwen was het kasteel het stamslot van de ridders Hoen van den Broeck, de rijksbaron Hoen van Hoensbroeck, en de rijksgraven en markiezen Van en tot Hoensbroeck. De familie Hoensbroeck verliet het kasteel eind 18e eeuw, waarmee een de periode van verval intrad. Graaf Frans Lothar verkocht het in 1927 aan de huidige eigenaars, de stichting 'Ave Rex Christe', waarmee het kasteel na zes eeuwen toch nog van eigenaar wisselde. Tussen 1930 en 1940 werd het grondig gerestaureerd. In en kort na de oorlog werden het gebouw en de bijgebouwen voor diverse doeleinden gebruikt. Thans vormt het museum, gehuurd door de gemeente. De kleinzoon van de laatste grafelijke bewoner van Kasteel Hoensbroek bewoont thans een landgoed te Breberen, gemeente Gangelt, zustergemeente van de gemeente Selfkant.

## Gelders-Gulikse tak
De huidige hoofdtak leeft nog voort in de Marquisen und Grafen von und zu Hoensbroech, van wie het Kasteel Haag bij Geldern (in het Rijnland) het stamslot is. Deze hoofdtak wordt beschreven in Van de Venne e.a., 1967. In historische termen kunnen we zeggen dat de familie Hoensbroeck het oude hertogdom Limburg heeft verlaten en zich heeft gevestigd in het naburige land van Gelre en Gulik.
Thans zijn in het Gulikse nog het Huis Altenberg en Kasteel Türnich in bezit van de familie. Kasteel Haag wordt door Niklas Graf von und zu Hoensbroech bewoond. De titel 'Markies' mag alleen gedragen worden door de oudste in de stamlijn, Rüdiger Reichsgraf und Marquis von und zu Hoensbroech, die een wijngoed houdt in de Kraichgau.

## Paul Graf von und zu Hoensbroech

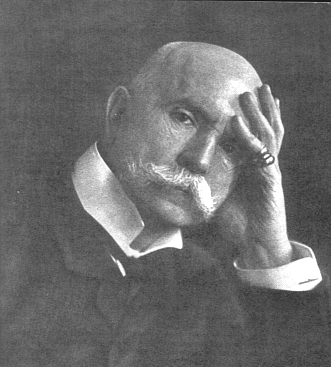
Paul graaf von Hoensbroech

Paul Graf von und zu Hoensbroech (Slot Haag, 1852 - Berlijn, 1923) trad in bij de orde der jezuïeten in 1878, maar verliet die weer in 1892. In 1895 ging hij over tot het protestantisme, in hetzelfde jaar dat hij trouwde met de evangelisch-lutherse Gertrud Lettgau (1868-1937), en ontwikkelde zich tot een verbitterd tegenstander van zijn vroegere orde en van het ultramontaanse rooms-katholicisme. Hij schreef onder meer Der Kirchenstaat (1889), en, tegen de rooms-katholieke kerk: Das Papsttum in seiner sozial-kulturellen Wirksamkeit (2 delen, 1900-1902). Uit zijn huwelijk werd een zoon geboren (Franz, 1897-1939).

## Militairen in de Tweede Wereldoorlog
Vele graven Von und zu Hoensbroech kwamen als militair om in de Tweede Wereldoorlog:
- Franz graaf en markies van en tot Hoensbroech (1805-1874)
  - Wilhelm graaf en markies van en tot Hoensbroech (1849-1922)
    - Franz-Lothar graaf van en tot Hoensbroech (1880-1948)
      - Karl graaf van en tot Hoensbroech (1911-1941), militair
      - Josef graaf van en tot Hoensbroech (1916-1942), militair
      - Eugen graaf van en tot Hoensbroech (1917-1941), militair
      - Ferdinand graaf van en tot Hoensbroech (1918-1944), militair

    - Ferdinand graaf van en tot Hoensbroech (1882-1959)
      - Ferdinand graaf van en tot Hoensbroech (1915-1943), militair
      - Franz graaf van en tot Hoensbroech (1919-1943), militair

    - Paulus graaf van en tot Hoensbroech (1887-1931)
      - Wolfgang graaf van en tot Hoensbroech (1920-1942), militair
      - Degenhard graaf van en tot Hoensbroech (1922-1943), militair

  - Klemens graaf van en tot Hoensbroech (1858-1914)
    - Franz-Lothar graaf van en tot Hoensbroech (1889-1951)
      - Jan-Wittich graaf van en tot Hoensbroech (1922-1944), militair